# أبو الفضل (الرملة)
أبو الفضل هي قرية فلسطينية في قضاء الرملة، كانت تقع على بعد حوالي 4 كم شمال غرب مدينة الرملة. هُجرت القرية على يدّ القوات الصهيونية في شهر تموز/ يوليو من عام 1948.

## التسمية
تسمى القرية أيضًا «عرب الفضل» اذ انها من أوقاف الصحابي الجليل الفضل بن العباس. كذلك تسمى «السطرية» ويعرف هذا الموقع أيضًا باسم عرب السطرية نسبةً إلى موقع السطر شمال مدينة خان يونس الذي نزح عنه هؤلاء العرب.

## الجغرافيا
تقع بيوت عرب أبو الفضل، والأصح عرب الفضل، في ظاهر الرملة الشمالي الغربي، وعلى مسافة نحو كم منها. تنتشر هذه البيوت متناثرة على الجانب الغربي لطريق الرملة– يافا، وعلى الجانب الشمالي خطة سكة حديد رفح – حيفا. وأقرب القرى العربية إليها قرى صرفند العمار، صرفند الخراب وبير سالم، وهي تجاور مدينة اللد، من الناحية الغربية. ويعرف هذا الموقع أيضًا باسم عرب السطرية نسبة إلى موقع السطر شمال مدينة خان يونس، الذي نزح عنه هؤلاء العرب.
أقيمت قرية أبو الفضل فوق رقعة منبسطة من أرض السهل الساحلي الفلسطيني الأوسط وترتفع نحو 75م عن سطح البحر وتتألف من مجموعة بيوت متناثرة في وسط الأراضي الزراعية. كانت تخلو من المرافق والخدمات العامة، لاعتمادها في توفير حاجات سكانها على مدينتي الرملة واللد المجاورتين لها. ب
لغت مساحة أراضي عرب الفضل 2870 دونمًا، منها 153 دونمًا للطرق والأودية. وهي من بين أجوَد الأراضي في فلسطين لانبساطها وخصوبة تربتها وتوافر مياهها الجوفية، وتعتمد الزراعة على الأمطار وعلى مياه الآبار. أهم المحاصيل الزراعية التي كانت تنتجها القرية: الحمضيات، الزيتون، الخضار والحبوب بأنواعها المختلفة. غرست أشجار الحمضيات والموز في مساحة تزيد على 818 دونمًا، حيث تجود زراعتها في تربة البحر المتوسط الطفلية الحمراء. كما استخدمت 1,035 دونمًا للحبوب، و822 دونمًا مرويًّا أو مستخدمًا للبساتين 

## التاريخ

### حرب 1948
يشير المؤرخ الإسرائيلي بيني موريس إلى أنّ سكان القرية تشتتوا أثناء «عملية باراك»، متأثرين بسقوط قرية مجاورة ربّما كانت بير سالم، حيث جرى ذلك في 9 أيار/مايو 1948، عند بداية عملية باراك؛ إذ أقدم «لواء غيفعاتي» على تطهير المنطقة الساحلية الواقعة غربي اللد والرملة. لكنّ المرجح أن تكون القرية احتُلت بعد شهرين؛ ذلك بأن خريطة «الهاغاناه» الخاصة ب«عملية داني» تدلّ على أنّ أبو الفضل كانت بين القرى التي اجتيحت في تموز/يوليو 1948، خلال ذلك الهجوم.
كانت عملية «داني» أكبر عملية هجومية شُنّت في فترة الأيام العشرة بين هُدنتي الحرب، وتمت على مرحلتين: في المرحلة الأولى (9-12 تموز/يوليو) تمكّن الجنود الإسرائيليون من السيطرة على طريق رام الله- اللطرون العام. قام بتنفيذ هذه المرحلة قوة مختلطة، قوامها ثلاثة ألوية من «البلماح»؛ لواء هارئيل، يفتاح واللواء الثامن، أو المدرّع وكتيبتا مشاة: إحداهما من لواء كيرياتي، والأخرى (كتيبة المشاة الثالثة) من لواء الكسندروني. قاربت وحدات من لواء «يفتاح» اللد والرملة من الجنوب، بينما قاربها جنود الألوية الأخرى من الشمال مستولين على القرى الواقعة في طريقهم.
بيّنت خطة المرحلة الأولى من العملية أن قرية البرّية، من قرى قضاء الرملة، ستُستخدم منطلقًا لوحدة إسرائيلية تطوّق مدينتي اللد والرملة وتعزلهما عن مناطقهما الخلفية. وبعد تطويق المدينتين بحركة كمّاشة، شنّت الوحدات الإسرائيلية هجومًا على اللد، التي سقطت مساء العاشر من تموز إلى الانتشار كالمروحة في مناطق اللد الخلفية، مجتاحة مجموعة من القرى في سهل اللد- الرملة والمشارف الغربية لمدينة القدس.
استنادًا إلى موريس، فإن قرى كثيرة دُمرت تدميرًا كاملًا بُعيد الاستيلاء عليها. في 10 تموز/يوليو، أمرت القيادة العامة للعمليات لواء «يفتاح» واللواء الثامن بأن ينسفا معظم منازل طيرة الرملة، وأن يستبقيا بعض المنازل قائمًا لإيواء حامية صغيرة. كانت الأوامر الصادرة إلى لواء «يفتاح» تنص على «التحصن في كل موضع يتم الاستيلاء عليه، وتدمير كل منزل لا يراد استعماله (لإيواء الجنود الإسرائيليين)». كما عوملت قرية عنّابة المجاورة المعاملة نفسها. وذكرت صحيفة «نيويورك تايمز» أن «اليهودية» (العباسية)، رنتية (وكلتاهما في قضاء يافا) وقولة (في قضاء الرملة) احتلت في ذلك الوقت. ولا ذكر في ذلك كلّه لما حلّ بالسكان الذين فرّوا إبان الهجمات، أو طُردوا من ديارهم بُعيد دخول الجنود الإسرائيليين.
هوجمت الرملة واحتلّت في 12 تموز/يوليو. في اليوم نفسه، انتشرت بعض الوحدات الإسرائيلية إلى الشمال منها لحماية الجانب الشمالي من العملية. كما استولت الكتيبة الثانية من لواء الكسندروني على مجدل يابا، منتزعة السيطرة على هذه القرية من القوات العراقية التي كانت تدافع عنها. بعد ذلك بدأت المرحلة الثانية من عملية «داني»، التي ترامت حتى ممر القدس. وكُلّف لواء هرئيل احتلال بضع قرى إلى الشرق وكانت الخطة الأصلية تقضي، استنادًا إلى «تاريخ حرب الاستقلال»، باحتلال اللطرون ورام الله وإحكام السيطرة على طريق القدس.
أُمرت القوات الإسرائيلية بمهاجمة بيت نبالا حيث كان الجيش العربي أقام، بعد سقوط اللد والرملة، خط دفاع ثاني، مركّزًا فيه إحدى السرايا (نحو 120-150 جنديًا) وفي 13 تموز/يوليو 1948، طُرد سكان اللد من مدينتهم، وأشار الجنود الإسرائيليون على الكثيرين منهم بالذهاب إلى بيت نبالا (التي كانت لا تزال في يد العرب). ثم احتُلت بيت نبالا في وقت لاحق من ذلك اليوم، بعد قتال شديد استعمل الطرفان فيه السيارات المصفحة؛ وهذا استنادًا إلى التقارير البرقية. في اليوم التالي، وردت تقارير تفيد بأن بيت نبالا أصبحت منطقة محايدة، لكن من دون أن تشكل بعد ذلك تهديدًا لللد والرملة اللتين كانتا، كلتاهما، في يد الإسرائيليين.
استولى الإسرائيليون على برفيلية، بير معين، البرج وسلبيت في 15 تموز/يوليو 1948. في اليوم التالي، حاول الجيش العربي أن يسترجع السيطرة على برفيلية، البرج وسلبيت، بفصيلتين من المشاة ورتل مدرّع قوامه عشر مصفّحات، بحسب ما ورد في «تاريخ حرب الاستقلال». وقد جاء في الرواية:
«اتجهت المصفحات نحو البرج، فتركها رجالنا تتقدم حتى بيوت القرية، وعندها فتحوا عليها نيرانًا مضادة للدروع. وبعد معركة استمرت أربع ساعات، انسحب العدو ساحبًا معه قتلى وجرحى، وتاركًا على أرض المعركة أربع مصفّحات وعددًا من القتلى. وفي الوقت نفسه، أطلقت مدافع الهاون خاصتنا ورشاشاتنا الثقيلة نيرانها على قوات مشاة العدو، لكنه انسحب قبل أن نتمكن من استكمال تطويقه.»
إضافةً إلى ذلك، يقول المؤرخ الفلسطيني عارف العارف إنّ محاولة استرداد قرية البرج صَدّت تقدّم القوات الإسرائيلية على هذا المحور. وتباينت التقديرات بشأن عدد الإصابات في هذه المعركة؛ إذ يذهب «تاريخ حرب الاستقلال» إلى أن ثلاثين عربيًا قتلوا وخمسين آخرين جرحوا، بينما قتل ثلاثة يهود وجرح سبعة غيرهم. لكن عارف العارف يذكر أنّ سبعة من الجنود العرب استشهدوا، وأن ستة مفقودين اعتُبروا في عداد القتلى، وأنّ ثلاثة جُرحوا. كما جاء في تقرير لوكالة إسوشيتد برس، في اليوم التالي، أنّ القوات الإسرائيلية المتمركزة في قريتي بير معين والبرج أخضعت طريق اللطرون- رام الله العام لنار الأسلحة الخفيفة.
مع اقتراب الهدنة الثانية، وتحريك القوات الموجودة في المنطقة نحو جبهات أُخرى، قرر قائد العملية أن يعزل اللطرون عن القرى المتاخمة لها، وأن يهاجمها من الشرق. غير أنّ القوة التي كُلفت عزل القرية أخفقت في مهمتها، ومنيت بتسع عشرة إصابة في مجابهتها الجيش العربي، بحسب ما جاء في الرواية الرسمية الإسرائيلية. أمّا المحاولة السادسة والأخيرة لاحتلال اللطرون، قبيل الهدنة الثانية في 18 تموز/يوليو، فتمثلت في هجوم صدامي مباشر شنته وحدات من لواء «يفتاح». وكانت قوات «يفتاح» معززة ببضع عربات مدرعة، اشتملت على دبابتين من طراز كرومويل وصلتا لتوهما من القطاع الشمالي. لكن هذه المحاولة أخفقت أيضًا من جراء بعض المشكلات التقنية التي طرأت على إحدى الدبابتين.
وبما أن سلوك القوات الإسرائيلية في أبو الفضل يشبه سلوكها في اللد المجاورة لها، فمن المرجح أن يكون تخلف في القرية من السكان طُرد في اتجاه الشرق. ونظرَا إلى القرائن المستدلّة من «تاريخ حرب الاستقلال»، فمن المرجح أن تكون أبو الفضل احتلت في 12-13 تموز/يوليو 1948.

### بعد حرب 1948
لم يبق قائمًا من منازل القرية الأصلية سوى خمسة منازل، مهجورة ومتداعية. أحد هذه المنازل يقع على طرف بستان حمضيات، وهو مبني بِلَبِن أسمنتية، له أبواب ونوافذ مستطيلة الشكل وسقف قرميدي مائل. كما يقع منزل آخر، مؤلف من ثلاث حُجرات، وسط بستان حمضيات. ينبت بعض شجر السرو والخروع ونبات الصبار في الموقع، في حين أُنشئ بعض الأبنية الإسرائيلية في الجوار. أما الأراضي المحيطة، فيزرعها الإسرائيليون.
في سنة 1949، مُحيت أبو الفضل من الخريطة مع إنشاء مستعمرة «ستريّا». على الرغم من أن موقعها الأصلي غير معروف، فهي الآن تقع على بعد نحو خمسة كيلومترات إلى الجنوب من موقع القرية. كما أُسست مستعمرة «تلمي منشيه» في أيار/مايو 1953 على أراضي القرية. استُوعبت أجزاء منها في ضواحي «ريشون لتسيون»، وفقدت معظم هويتها المميزة. ثمة مستعمرتان أخريان قريبتان من الموقع، هما بئير يعقوف، التي أُنشئت في سنة 1907 على بعد نحو كيلومتر إلى الغرب، ونير تسفي التي أُنشئت في سنة 1954 على أراضي صرفند العمار، على بعد نحو كيلومتر إلى الشمال؛ والإثنتان ليستا على أراضي القرية.

## السكان
بلغ عدد سكان أبي الفضل في عام 1931 نحو 1,565 نسمة، انخفض عددهم في عام 1945 إلى 510 نسمة بسبب هجرة بعض العائلات للاستقرار في المدن المجاورة حيث تتوافر الخدمات وفرص العمل، خاصة أن قسمًا كبير من السكان كان مستأجرًا لأرض لا مالكًا لها. عمل معظم السكان في الزراعة وتربية المواشي والدواجن.